# 中野健二郎
中野 健二郎（なかの けんじろう、1947年8月13日 - ）は、日本の実業家。三井住友銀行代表取締役副会長や、京阪神ビルディング代表取締役社長、大阪メトロ経営委員長、阪神高速道路取締役会長、関西経済同友会代表幹事、クラブ関西理事長等を歴任。

## 人物・経歴
熊本県熊本市黒髪町出身。1966年熊本県立済々黌高等学校卒業。1971年九州大学経済学部卒業、住友銀行入行。1993年住友銀行本店営業部本店営業第一部長。1998年住友銀行取締役証券部長。2001年三井住友銀行執行役員投資銀行統括部長。
2002年三井住友銀行常務執行役員大阪本店営業本部長。2004年三井住友銀行常務取締役兼常務執行役員、関西経済同友会幹事。2005年三井住友銀行専務取締役兼専務執行役員法人部門統括責任役員。2006年三井住友銀行取締役兼副頭取執行役員法人部門統括責任役員。
2007年三井住友銀行取締役兼副頭取コーポレート・アドバイザリー本部担当、大阪駐在、関西経済同友会常任幹事人口減少社会委員会委員長、総合政策審議会委員。2008年三井住友銀行代表取締役副会長大阪駐在、丸一鋼管監査役、関西経済同友会代表幹事。
2010年京阪神不動産代表取締役社長。2011年京阪神ビルディング代表取締役社長。2014年レンゴー取締役。2016年京阪神ビルディング取締役会長、エイチ・ツー・オー リテイリング取締役監査等委員。2018年大阪市高速電気軌道経営委員会委員長。2019年九州大学関西同窓会会長。2020年阪神高速道路取締役会長。2022年クラブ関西理事長。